# Xã Mauch, Quận Sheridan, Bắc Dakota
Xã Mauch (tiếng Anh: Mauch Township) là một xã thuộc quận Sheridan, tiểu bang Bắc Dakota, Hoa Kỳ. Năm 2010, dân số của xã này là 6 người.